# Rourke Chartier
Rourke Chartier (* 3. April 1996 in Saskatoon, Saskatchewan) ist ein kanadischer Eishockeyspieler, der zuletzt bis zum Ende der Saison 2024/25 beim HK ZSKA Moskau aus der Kontinentalen Hockey-Liga (KHL) unter Vertrag gestanden und dort auf der Position des Centers gespielt hat. Zuvor absolvierte Chartier unter anderem 56 Spiele für die San Jose Sharks und Ottawa Senators in der National Hockey League (NHL).

## Karriere
Chartier verbrachte seine Juniorenzeit zwischen 2010 und 2011 zunächst bei den Saskatoon Contacts in der Saskatchewan Midget Hockey League, nachdem er in den Vorjahren in seiner Geburtsstadt bereits für weitere Juniorenteams gespielt hatte. Mit Beginn der Saison 2012/13 wechselte der Stürmer in die Western Hockey League, wo er für die folgenden vier Spielzeiten für die Kelowna Rockets auflief. Diese hatten ihn bereits 2011 im WHL Bantam Draft ausgewählt. Während seiner ersten drei Jahre in der Liga steigerte sich Chartier kontinuierlich von 30 Scorerpunkten in seinem Rookiejahr über 58 auf schließlich 82 Punkte. Zudem brillierte der Angreifer durch seine faire Spielweise, die ihm am Ende der Saison 2014/15 die Brad Hornung Trophy einbrachte. Zusätzlich setzte er sich innerhalb der gesamten Canadian Hockey League bei der Wahl zum CHL Sportsman of the Year gegen Dylan Strome und Kyle Farrell durch, die äquivalente Auszeichnungen in der Ontario Hockey League und Ligue de hockey junior majeur du Québec erhalten hatten. Gekrönt wurde das Spieljahr aber durch den Gewinn des Ed Chynoweth Cups, der Meisterschaftstrophäe der WHL, und der damit verbundenen Teilnahme am Memorial Cup. Bereits im Saisonverlauf war er von den San Jose Sharks aus der National Hockey League, die ihn im NHL Entry Draft 2014 in der fünften Runde an 149. Stelle ausgewählt hatten, mit einem Profivertrag ausgestattet worden. Dennoch verblieb Chartier ein weiteres Jahr im Juniorenbereich. Aufgrund von Verletzungen absolvierte er im Saisonverlauf lediglich 42 Begegnungen. Zum Ende der Spielzeit debütierte er schließlich im Profibereich, als er in einer Playoff-Partie für San Joses Farmteam, die San Jose Barracuda, in der American Hockey League auflief.
Zum Beginn der Saison 2016/17 stand der Kanadier fest im AHL-Aufgebot der Barracuda und absolvierte im Verlauf der Spielzeit 67 Begegnungen, in denen ihm 35 Punkte gelangen. Im Spieljahr 2017/18 dauerte es bis in den November hinein, ehe Chartier wieder ins Spielgeschehen eingreifen konnte, nachdem er in den Playoffs 2017 eine Gehirnerschütterung erlitten hatte. Auf diese folgte kurz nach seinem Comeback eine weitere, die ihn bis zum Februar 2018 kein weiteres Spiel bestreiten ließ. Schlussendlich sammelte er in lediglich 28 Einsätzen 21 Punkte. Frei von Verletzungen gelang es ihm zum Beginn der Saison 2018/19 einen Platz im NHL-Kader der San Jose Sharks zu erhalten, wo er kurz nach Saisonstart sein Debüt feierte. Am Ende dieser Spielzeit wurde sein auslaufender Vertrag in San Jose allerdings nicht verlängert, sodass er sich seither auf der Suche nach einem neuen Arbeitgeber befand. Dies verzögerte sich verletzungsbedingt, so musste er die gesamte Saison 2019/20 aussetzen, ehe er im Oktober 2020 von den Toronto Marlies aus der AHL verpflichtet wurde. Dort wurde sein auslaufender Vertrag im Sommer 2021 nicht verlängert, woraufhin der 25-Jährige im Oktober 2021 zunächst einen Probevertrag bei den Belleville Senators unterzeichnete. Im März des folgenden Jahres erhielt Chartier einen regulären Vertrag bis zum Saisonende. Im Juli 2022 unterzeichnete er dann auch wieder einen NHL-Vertrag bei deren Kooperationspartner, den Ottawa Senators.
Nach drei Jahren bei den Senators wechselte Chartier im Juli 2024 zum chinesischen Teilnehmer Kunlun Red Star in die Kontinentale Hockey-Liga (KHL). Dort wurde der Kanadier bis Ende Dezember 2024 in 37 Partien eingesetzt, ehe er an den Ligakonkurrenten HK ZSKA Moskau verkauft wurde. Bei Armeesportklub beendete der Kanadier die Spielzeit 2024/25 und verließ den Verein daraufhin.

### International
Für sein Heimatland spielte Chartier im Rahmen der World U-17 Hockey Challenge 2013 und des Ivan Hlinka Memorial Tournament 2013. Während er bei der World U-17 Hockey Challenge für das Team Canada Western drei Punkte erzielte und den neunten Platz belegte, gewann er beim Ivan Hlinka Memorial Tournament mit der gesamtkanadischen Mannschaft die Goldmedaille. Des Weiteren lief der Angreifer bei der U20-Junioren-Weltmeisterschaft 2016 in der finnischen Hauptstadt Helsinki für die kanadische U20-Nationalmannschaft auf. Diese endete mit dem Erreichen des sechsten Platzes. In fünf Einsätzen gelangen ihm dabei zwei Torvorlagen.

## Erfolge und Auszeichnungen
- 2015 Ed-Chynoweth-Cup-Gewinn mit den Kelowna Rockets
- 2015 WHL West First All-Star Team
- 2015 Brad Hornung Trophy
- 2015 CHL Sportsman of the Year

### International
- 2013 Goldmedaille beim Ivan Hlinka Memorial Tournament

## Karrierestatistik
Stand: Ende der Saison 2024/25

### International
Vertrat Kanada bei:
- World U-17 Hockey Challenge 2013
- Ivan Hlinka Memorial Tournament 2013
- U20-Junioren-Weltmeisterschaft 2016

(Legende zur Spielerstatistik: Sp oder GP = absolvierte Spiele; T oder G = erzielte Tore; V oder A = erzielte Assists; Pkt oder Pts = erzielte Scorerpunkte; SM oder PIM = erhaltene Strafminuten; +/− = Plus/Minus-Bilanz; PP = erzielte Überzahltore; SH = erzielte Unterzahltore; GW = erzielte Siegtore; 1 Play-downs/Relegation; Kursiv: Statistik nicht vollständig)